# Meall Gorm
Meall Gorm är ett berg i Storbritannien.   Det ligger i kommunen Highland och riksdelen Skottland, i den nordvästra delen av landet, 700 km nordväst om huvudstaden London. Toppen på Meall Gorm är 710 meter över havet, eller 126 meter över den omgivande terrängen. Bredden vid basen är 1,7 km.
Terrängen runt Meall Gorm är kuperad. Havet är nära Meall Gorm söderut.  Närmaste större samhälle är Kyle of Lochalsh, 13,4 km söder om Meall Gorm. 